# Daniel Teklay
Daniel Teklay, né le 5 février 1993, à Asmara, est un coureur cycliste érythréen.

## Biographie
En 2012, Daniel Teklay se classe troisième d'une étape du Tour d'Érythrée. L'année suivante, il termine deuxième du Circuit d'Asmara, huitième du championnat d’Érythrée sur route ou encore dixième du Tour de Blida. 
En 2016, il devient le chef de file d'une équipe de réfugiés érythréens basée à Addis-Abeba, après avoir fui son pays par la zone militarisée,.

## Palmarès
- 2013
  - 2e du Circuit d'Asmara

## Classements mondiaux
| Année           | 2012 | 2013 |
| --------------- | ---- | ---- |
| UCI Africa Tour | 156e | 46e  |